# Ennemane
L'Ennemane est une petite rivière française qui coule dans le département des Ardennes, dans l'ancienne région Champagne-Ardenne, donc en nouvelle région Grand-Est. 
C'est un affluent de la Meuse en rive gauche.

## Géographie
L'Ennemane naît au sud du territoire de la commune de Raucourt-et-Flaba, au lieu-dit Ennemane Ferme, à 204 m d'altitude, localité située dans le département des Ardennes, au sein des hauteurs bien arrosées du nord de l'Argonne qui longent le rebord sud-ouest de la vallée de la Meuse. 
Elle coule du sud vers le nord sur une longueur de onze kilomètres.
L'Ennemane se jette dans la Meuse (rive gauche) sur le territoire de la localité de Remilly-Aillicourt, à 159 m d'altitude, au sud de Bazeilles et à six kilomètres en amont de Sedan.

### Communes et canton traversés
Dans le seul département des Ardennes, l'Ennemane traverse les quatre communes, suivantes, d'amont en aval, de Raucourt-et-Flaba (source), Haraucourt, Angecourt et Remilly-Aillicourt (confluence).
Soit en termes de cantons, le ruisseau l'Ennemane prend source et conflue dans le même canton de Vouziers, dans l'arrondissement de Sedan.

### Bassin versant
Son bassin versant est situé entre celui du Yoncq, à l'est et aux sud, et celui de la Bar, à l'ouest, la Meuse au nord. L'Ennemane traverse une seuls zone hydrographique La Meuse de la Givonne à l'Ennemane (inclus) (501) de 5 893 km2 de superficie.

### Organisme gestionnaire
L'organisme gestionnaire est l'EPTB EPAMA Etablissement public d'Aménagement de la Meuse et de ses affluents et l'Ennemane fait partie de la zone La Meuse du confluent de la Chiers au confluent de la Semoy.

## Affluents
le Ruisseau l'Ennemane a un seul affluent contributeur référencé :
- le ruisseau du Lavoir (rg), 1,5 km sur la seule commune de Haraucourt.

Donc son rang de Strahler est de deux.

## Hydrologie

### L'Ennemane à Remilly-Aillicourt
Le module de l'Ennemane, au confluent de la Meuse vaut 0,66 m3/s pour un bassin versant de 41,4 km2. 

### Lame d'eau et débit spécifique
La lame d'eau écoulée dans le bassin est de 503 millimètres par an, ce qui est élevé et correspond aux normes des cours d'eau de la région. C'est nettement supérieur à la moyenne de la France, tous bassins confondus, et aussi à la moyenne du bassin français de la Meuse (450 millimètres par an à Chooz, à la sortie du territoire français). Son débit spécifique ou Qsp se monte dès lors au chiffre élevé de 15,94 litres par seconde et par kilomètre carré de bassin.